# Maanam (album)
Maanam je první album polské rockové skupiny Maanam z roku 1981, které vyšlo na značce Wifon.

## Seznam skladeb
Hudbu složil(i) Marek Jackowski, texty napsal(i) Olga Jackowska.
| Pořadí | Název                            | Délka |
| ------ | -------------------------------- | ----- |
| 1.     | Stoję, stoję, czuję się świetnie | 3:50  |
| 2.     | Boskie Buenos (Buenos Aires)     | 3:27  |
| 3.     | Biegnij razem ze mną             | 4:45  |
| 4.     | Miłość jest cudowna              | 2:57  |
| 5.     | Żądza pieniądza                  | 4:33  |
| 6.     | Karuzela marzeń                  | 3:50  |
| 7.     | Oddech szczura                   | 3:20  |
| 8.     | Szał niebieskich ciał            | 7:53  |
| 9.     | Szare miraże                     | 3:30  |

## Obsazení
- Olga Jackowska (Kora) – zpěv
- Marek Jackowski – kytara, vedoucí skupiny
- Ryszard Olesiński – sólová kytara
- Paweł Markowski – bicí

### Hosté
- Zbigniew Namysłowski – altsaxofon (3)
- Ryszard Kupidura – bicí (2, 3, 5, 9)
- Krzysztof Olesiński – basová kytara